# Hrabstwo Sully
Hrabstwo Sully (ang. Sully County) – hrabstwo w stanie Dakota Południowa w Stanach Zjednoczonych. Obszar całkowity hrabstwa obejmuje powierzchnię 1070,36 mil² (2772,22 km²). Według szacunków United States Census Bureau w roku 2009 miało 1348 mieszkańców.
Hrabstwo powstało w 1873 roku. 

## Miejscowości
- Agar
- Cow Creek (CDP)
- Onida[4]